# Storsjön (Breareds socken, Halland)
Storsjön är en sjö i Halmstads kommun i Halland och ingår i Fylleåns huvudavrinningsområde. Sjön är 1,6 meter djup, har en yta på 0,172 kvadratkilometer och befinner sig 156 meter över havet. Sjön avvattnas av vattendraget Assman.

## Delavrinningsområde
Storsjön ingår i det delavrinningsområde (629111-134528) som SMHI kallar för Utloppet av Storsjön. Medelhöjden är 169 meter över havet och ytan är 4,15 kvadratkilometer. Det finns ett avrinningsområde uppströms, och räknas det in blir den ackumulerade arean 29,41 kvadratkilometer. Assman som avvattnar avrinningsområdet har biflödesordning 2, vilket innebär att vattnet flödar genom totalt 2 vattendrag innan det når havet efter 37 kilometer. Avrinningsområdet består mestadels av skog (26 %) och sankmarker (57 %). Avrinningsområdet har 0,17 kvadratkilometer vattenytor vilket ger det en sjöprocent på 4 %.